# Jean Baptiste Le Sueur Fontaine
Jean Baptiste Le Sueur Fontaine, född 1745, död 1814, var en fransk skådespelare och teaterdirektör.  Han var direktör för Comédie du Cap 1780-1791, engagerad vid pionjärteatern Theatre de la Rue Saint Pierre i New Orleans från 1795, och redaktör för Moniteur de la Louisiane 1797-1811.